# Soldaten der Apokalypse – A Little Pond
Soldaten der Apokalypse – A Little Pond (Originaltitel: Jageun Yeonmot ‚kleiner Teich‘) ist ein südkoreanischer Independentfilm aus dem Jahr 2009. Der Film behandelt das Massaker von Nogeun-ri, das US-amerikanische Soldaten zu Beginn des Koreakriegs an südkoreanischen Flüchtlingen verübten. Regie führte Lee Sang-woo.

## Handlung
1950 greifen nordkoreanische Truppen Südkorea an. Es ist der Beginn des Koreakriegs. In einem kleinen Dorf leben die Bürger weiter ihr Leben. Die Schüler bereiten sich auf einen Gesangsauftritt in Seoul vor. Andere sind über die Situation besorgt. Die Leute reden darüber, wie weit die nordkoreanischen Truppen schon vorgedrungen sind.
Dann kommt die US-Armee ins Dorf. Sie sagen, das Dorf müsse sofort evakuiert werden. Die Dorfbewohner sollen nach Süden laufen. Die Bewohner hoffen, dass sie irgendwann von amerikanischen Trucks nach Süden gebracht werden. Doch stattdessen werden sie von US-Soldaten immer von der Straße gedrängt, wenn sie auf diese stoßen. Die Straße soll frei für die Fahrzeuge der US-Armee bleiben.

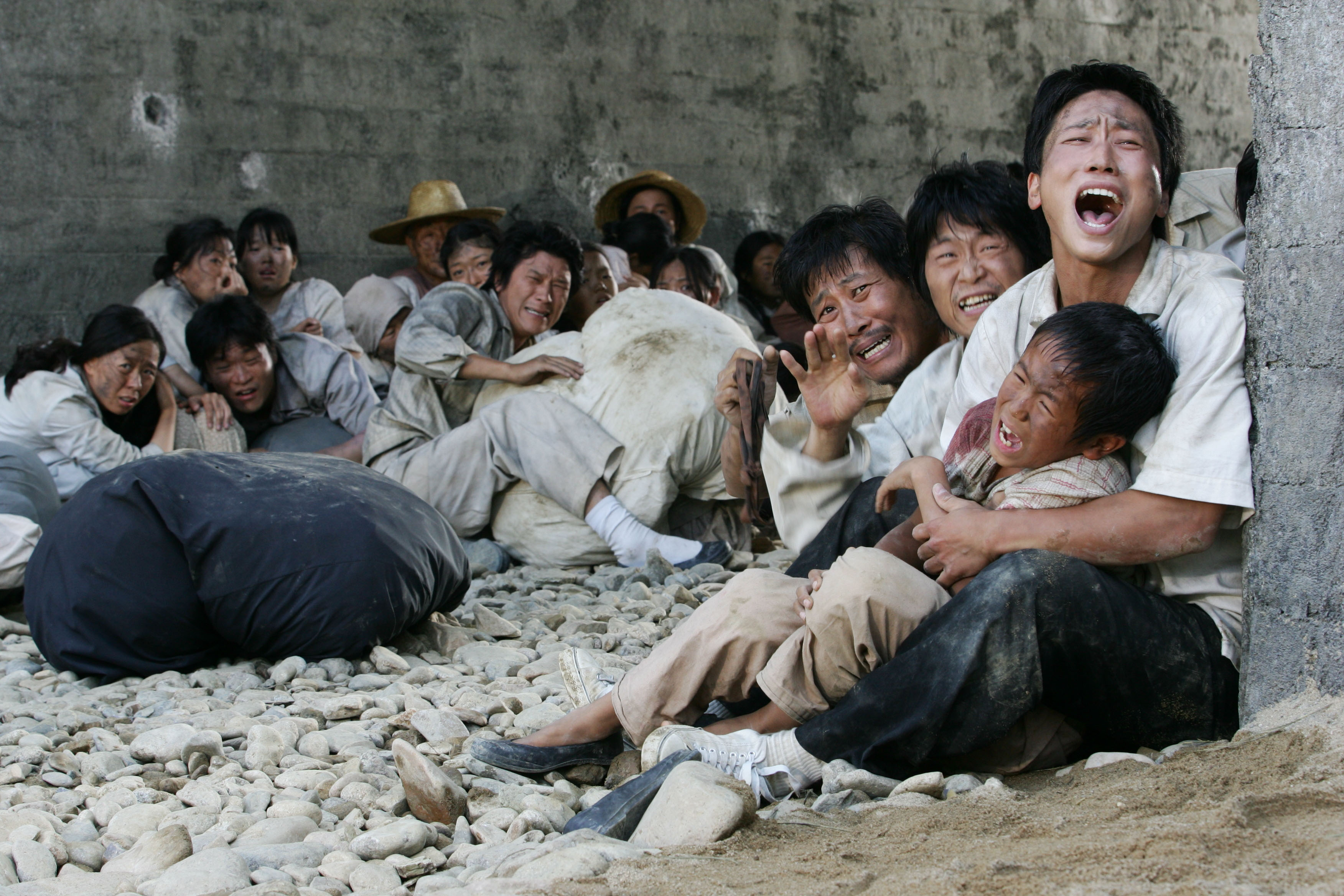
Eine Filmszene mit Flüchtlingen unter der Nogeunri-Brücke. Dort tötete das US-Militär zahlreiche südkoreanische Flüchtlinge im Juli 1950.

Schließlich laufen die Flüchtlinge eine Bahnbrücke entlang. Auch dort stoßen sie auf die US-Armee. Die Soldaten durchsuchen die Flüchtlinge nach Waffen. Sie befehlen ihnen, dort sitzen zu bleiben. Einige Zeit später kreist ein Flugzeug an der Stelle. Es beginnt, die Flüchtlinge zu bombardieren. Gleichzeitig werden Schüsse auf die Flüchtlinge abgefeuert. Viele sterben sofort. Einige können sich noch unter die Brücke bei Nogeun-ri retten. Den Soldaten ist klar, dass es Zivilisten sein müssen. Doch sie erhalten den Befehl, niemanden durch die Verteidigungslinie zu lassen, auch keine Flüchtlinge. So beschießen sie die Soldaten auch unter der Brücke. Eines Nachts können sich zwei von der Gruppe retten, werden von den Soldaten entdeckt und in Sicherheit gebracht, da sie unbewaffnet sind.
Eines Tages taucht eine nordkoreanische Soldatin bei der Brücke auf und ruft, die US-Armee sei weg und fragt nach Überlebenden.
Der Film endet mit den Überlebenden, die wieder in ihr Dorf zurückgekehrt sind.

## Produktion
Nachdem der Filmproduzent Lee Eun von Myung Films 2003 die koreanische Übersetzung des Buchs The Bridge at No Gun Ri der Associated-Press-Journalisten Charles J. Hanley, Sang-Hun Choe und Martha Mendoza gelesen hat, entschloss er sich, die Geschichte auf die Leinwand zu bringen. Weiteren Einfluss nahm das Buch Do You Know Our Sorrow? (1994) von Chung Eun-yong, deren beiden Kinder bei dem Massaker getötet wurden.
Der Theaterregisseur Lee Sang-woo trat dem Projekt bei und drehte mit A Little Pond seinen ersten Film. Er und Produzent Lee Woo-jung sammelten drei Jahre lang Material für den Film durch Gespräche mit den Überlebenden und die Suche nach weiterem Material. Lee Eun gründete 2006 für den Film das eigenständige Studio Nogunri Production. Für Sonderauftritte konnte das Studio die angesehenen Schauspieler Song Kang-ho und Moon So-ri gewinnen. Durch das kontroverse Thema wurden potentielle Investoren abgeschreckt, so dass die Schauspieler und der Filmstab ihr eigenes Geld verwendeten und teilweise ihre Familienmitglieder für die Rollen der Dorfbewohner mitbrachten. Die Dreharbeiten begannen im August 2006 und dauerten drei Monate an. Regisseur Lee wählte als Filmtitel den Namen eines populären Antikriegslieds von Kim Min-ki aus dem Jahr 1972, der in den 1980er Jahren bei Protesten gesungen wurde.
Nach einer langen Postproduktion feierte der Film seine Premiere am 8. Oktober auf dem Busan International Film Festival 2009.

## Rezeption
A Little Pond startete am 15. April 2010 in den südkoreanischen Kinos und erreichte knapp 50.000 Besucher. Song Woong-ki von der Korea Herald schrieb nach der ersten Pressevorstellung, dass der Film eher lauwarmen Zuspruch durch die Kritiker erfuhr. Russel Edwards von der Variety beschrieb den Film sehr positiv. Er sei brillant und erschütternd zugleich. Durch die Größe der Besetzung gebe es keinen Hauptdarsteller. Stattdessen wird das gemeinschaftliche Dorfleben dargestellt. Maggie Lee vom Hollywood Reporter führt das jedoch als Kritik an. Da es keine Hauptfigur gebe, habe der Zuschauer eine gewisse Distanziertheit. Ansonsten wurde der Film sehr positiv besprochen. Die Kameraführung transportiere kunstvoll die makellosen Berge, Seen und Felder. John Griffin von der Montreal Gazette schrieb: „Dieser mutige […] Film bringt Ereignisse ans Licht, die die hohen Tiere in den USA noch immer nicht eingestehen.“